# Baró de Viver
Baró de Viver – stacja metra w Barcelonie, na linii 1. Stacja została otwarta w 1983.